# 三年之癢
現代愛情觀（Whitney）是一部美國情境喜劇，由美國NBC電視台製作，在2011年9月22日星期二晚間時段首播。本劇由女星惠特妮·卡明製作並親自演出，故事也是本人的真實經歷改編。在2011年9月25日，本劇在NBCUniversal電視網其他頻道，包括Oxygen，E!， Style和Bravo播出。台灣由Universal Channel電視台播映。
在2012年1月11日，NBC電視台將本劇改至星期三晚間播出。在2012年5月11日，NBC電視台表示已預定製作第二季。

## 大綱
本劇的女主角也稱作Whitney Cummings，本劇設定一個虛構的她自己。Whitney與一個非常支持她的男朋友Alex同居。雖然他們決定不結婚，但是因為已經交往三年，她開始疑惑能不能繼續保持這一點。她開始害怕這段關係開始日趨無聊，並且也許下一步就是分手。因為她的父母都是離婚的緣故，所以她想要從朋友身邊求助一些維持交往熱度的方法。本劇的背景設定在芝加哥。

## 主要人物
- 惠特妮·卡明 飾演 Whitney Cummings 一位攝影師。
- Chris D'Elia 飾演 Alex Miller 一位網路工程師，也是Whitney的男朋友。
- 蕾亚·塞洪 飾演 Roxanne 一位離過婚的事業女強人，Whitney的好朋友。
- Zoe Lister-Jones 飾演 Lily, Neal的前未婚妻，也是Whitney的好朋友。
- Dan O'Brien 飾演 Mark Murphy Alex的好朋友，一位芝加哥警察，在第二季離職並經營酒吧。
- Maulik Pancholy (第一季)[4] as Neal, Lily's ex-fiancé and a friend of Alex. After Alex and Whitney see him on a date with a man, he comes out as bisexual[5] Pancholy將不會在第二季回歸。[4]
- Tone Bell (第二季) [6] 飾演 RJ ，一位Whitney和Alex常去的酒吧的酒保。據說是一位相當酷且有自信的硬漢，而且不是同性戀。離過婚的「男人中的男人」，將在第二季持續展現男性魅力。[6]

## 製作過程
《現代愛情觀》是由兩位電視製作人所製作，其中一位是Whitney Cummings，另外一位則是Michael Patrick King(詳見2011-12 US TV season)。他們同時製作另外一齣CBS的新劇2 Broke Girls。
在本劇，Cummings身兼執行製作，創作者，和編劇(和Scott Stuber, Quan Phung和Betsy Thomas一起) Beverly D'Angelo 原本飾演Patti，Whitney的老媽，在正式上影前換成了Jane Kaczmarek，因此第一集臨時重拍。根據紐約郵報報導，Cummings獲得前三集每集六萬美金的高薪，並且在正式播出後因為收視率節節高升而加薪。
首播後收到了為數不多的批評，主要是有關Cummings本人，本劇的製作人修改了過於像六人行的風格，以減少給予Cummings過多的壓力。因為在當時，Cummings的家庭也遇到不少危機，包括Cummings的母親車禍，還有她姊姊進入勒戒所。 Wil Calhoun replaced Betsy Thomas as showrunner for the second season.補充說明，Maulik Pancholy將不會在第二季回到劇組當中，因為本劇將更關注於男女主角的感情部分，因此減少其他配角的劇情。NBC電視台並宣布將邀請Tone Bell加入本劇組擔任新的角色「RJ」。

## 國際播出
本劇已受到加拿大的CTV電視台預定，在2011年9月19日晚間熱門時段播出，緊接在好漢兩個半後面。NBC電視網也在9月29日,但是因為不同地區將有不同時段播出。
在英國及愛爾蘭地區，Comedy Central電視台也買下版權，在2012年7月3日播出。
本劇也賣到澳洲的Seven Network電視台，預定於2012年播出。

## 反應

### 批評
本劇播出後收到了來自各方不同的批評，包括來自網路上的針對Cummings和對於本劇劇情。在知名評論網站Metacritic的分數為49(滿分為100)。 知名雜誌The New Yorker的專欄當中，Emily Nussbaum認為Cummings為2011年最性感女性，並認為她的表演相當具吸引力。在紐約時報的專欄中Andrew Goldman問到Cummings是否靠她的方式成功。
也有不少觀眾發現本部有許多過去情境影集的影子，像是約會時的笑話。The premiere was given a D− by A.V. Club reviewers Erik Adams and Steve Heisler, who highlighted the weakness of Cummings' acting.

### 收視率
本劇首集播放是在加拿大的CTV電視台，比美國的NBC電視台還要早三天。大約有兩百萬個觀眾同時間觀看。
在美國本土的調查，首集播放約有670萬觀眾收看，收視率約在4.0/6(不同地區)。 By December it had dropped to 4 million viewers and a 1.9 rating, being described by Entertainment Weekly as in "a ratings murk".
本劇播放到中途改到星期三晚間八點播出，約有450萬觀眾，收視率約在1.7(18~49歲觀眾)
| 季數 | 時間 (ET)                                   | 集數 | 首播           | 首播                    | 最後          | 最後                    | 電視季    | 紀錄 | 觀眾數 (單位:百萬) |
| 季數 | 時間 (ET)                                   | 集數 | 時間           | 首集 觀眾數 (單位:百萬) | 時間          | 最終 觀眾數 (單位:百萬) | 電視季    | 紀錄 | 觀眾數 (單位:百萬) |
| ---- | ------------------------------------------- | ---- | -------------- | ----------------------- | ------------- | ----------------------- | --------- | ---- | ------------------ |
| 1    | 星期四 9:30 pm (2011) 星期三 8:00 pm (2012) | 22   | 2011年9月22日  | 6.84                    | 2012年3月28日 | 4.09                    | 2011–2012 | #109 | 5.11               |
| 2    | Friday 8:00 pm                              | 13   | 2012年10月19日 | TBA                     | TBA           | TBA                     | 2012–2013 | TBA  | TBA                |

## 備註
1. ↑  Seidman, Robert. . TV by the Numbers. July 6, 2011  [July 6, 2011]. （原始内容存档于2012-10-10）.
2. ↑  . Tvbythenumbers.zap2it.com. 2011-11-14  [2012-06-12]. （原始内容存档于2012-03-04）.
3. ↑  . NBC. 2011-10-13  [2011-10-18]. （原始内容存档于2011-10-18）.
4. 1 2  Andreeva, Nellie. . Deadline.com.   [2012-09-29]. （原始内容存档于2012-09-25）.
5. ↑  Buckman, Adam Gay or Straight? Little Bit o’ Both as Whitney Explores Bisexuality （页面存档备份，存于） March 14, 2012 Xfinity
6. 1 2  3 WKS. . Hollywood Reporter.   [2012-09-29]. （原始内容存档于2012-10-12）.
7. ↑  . The Futon Critic. May 13, 2011  [2012-10-06]. （原始内容存档于2012-09-10）.
8. ↑  . TV By the Numbers. May 11, 2011  [2012-10-06]. （原始内容存档于2011-09-10）.
9. ↑  Andreeva, N. . Deadline.com. August 11, 2011  [2012-10-06]. （原始内容存档于2012-10-12）.
10. ↑  Posted: 12:07 AM, October 9, 2011. . NYPOST.com. 2011-10-09  [2012-06-12]. （原始内容存档于2011-12-11）.
11. ↑  . Howardstern.com. 2012-03-13  [2012-06-12]. （原始内容存档于2012-07-21）.
12. ↑  Andreeva, Nellie. . Deadline.   [23 August 2012]. （原始内容存档于2014-01-01）.
13. ↑  . TVGuide.com. 2012-08-22  [2012-09-29]. （原始内容存档于2012-11-07）.
14. ↑  3 WKS. . Hollywood Reporter.   [2012-09-29]. （原始内容存档于2012-10-12）.
15. ↑  . Channel Canada.   [October 30, 2011]. （原始内容存档于2011年10月12日）.
16. ↑  . Comedycentral.co.uk. 2011-10-03  [2012-06-12]. （原始内容存档于2012-06-30）.
17. ↑  . The Courier-Mail. September 3, 2011  [October 30, 2011]. （原始内容存档于2012-04-14）.
18. ↑  . Metacritic.   [2012-09-29]. （原始内容存档于2012-11-14）.
19. 1 2  Nussbaum, Emily. . The New Yorker.   [2012-06-12]. （原始内容存档于2012-04-28）.
20. ↑  Jessica Wakeman. . The Frisky. 2011-10-28  [2012-06-12]. （原始内容存档于2012-06-24）.
21. ↑  Jessica Wakeman. . The Frisky. 2011-09-19  [2012-06-12]. （原始内容存档于2012-06-24）.
22. ↑  Adams, Erik; Heisler, Steve. . A.V. Club. 2011-09-22  [2011-09-22]. （原始内容存档于2011-09-25）.
23. ↑  . Zap2it. September 20, 2011  [2012-10-06]. （原始内容存档于2012-10-14）.
24. ↑  . Zap2it. September 23, 2011  [2012-10-06]. （原始内容存档于2012-09-10）.
25. ↑  . Entertainment Weekly. December 2, 2011  [2012-10-06]. （原始内容存档于2012-10-10）.
26. ↑  . Zap2it. February 16, 2012  [2012-10-06]. （原始内容存档于2013-05-15）.
27. ↑  Seidman, Robert. . TV by the Numbers. September 23, 2011  [September 24, 2011]. （原始内容存档于2012-06-18）.
28. ↑  Kondolojy, Amanda. . TV by the Numbers. March 29, 2012  [March 29, 2012]. （原始内容存档于2012-10-10）.
29. 1 2  Andreeva, Nellie. . Deadline Hollywood. May 24, 2012  [May 25, 2012]. （原始内容存档于2014-04-24）.

## 外部連結
- 官方网站
- 互联网电影数据库（IMDb）上《Whitney》的资料（英文）